# Pont de Vall-llonga
El pont de Vall-llonga és un pont medieval de Navès (Solsonès) inclòs a l'Inventari del Patrimoni Arquitectònic de Catalunya.
Antigament permetia travessar el riu Cardener a la sortida del congost de Vall-llonga, a la Vall de Lord i més concretament, a l'extrem sud del terme municipal de Guixers.

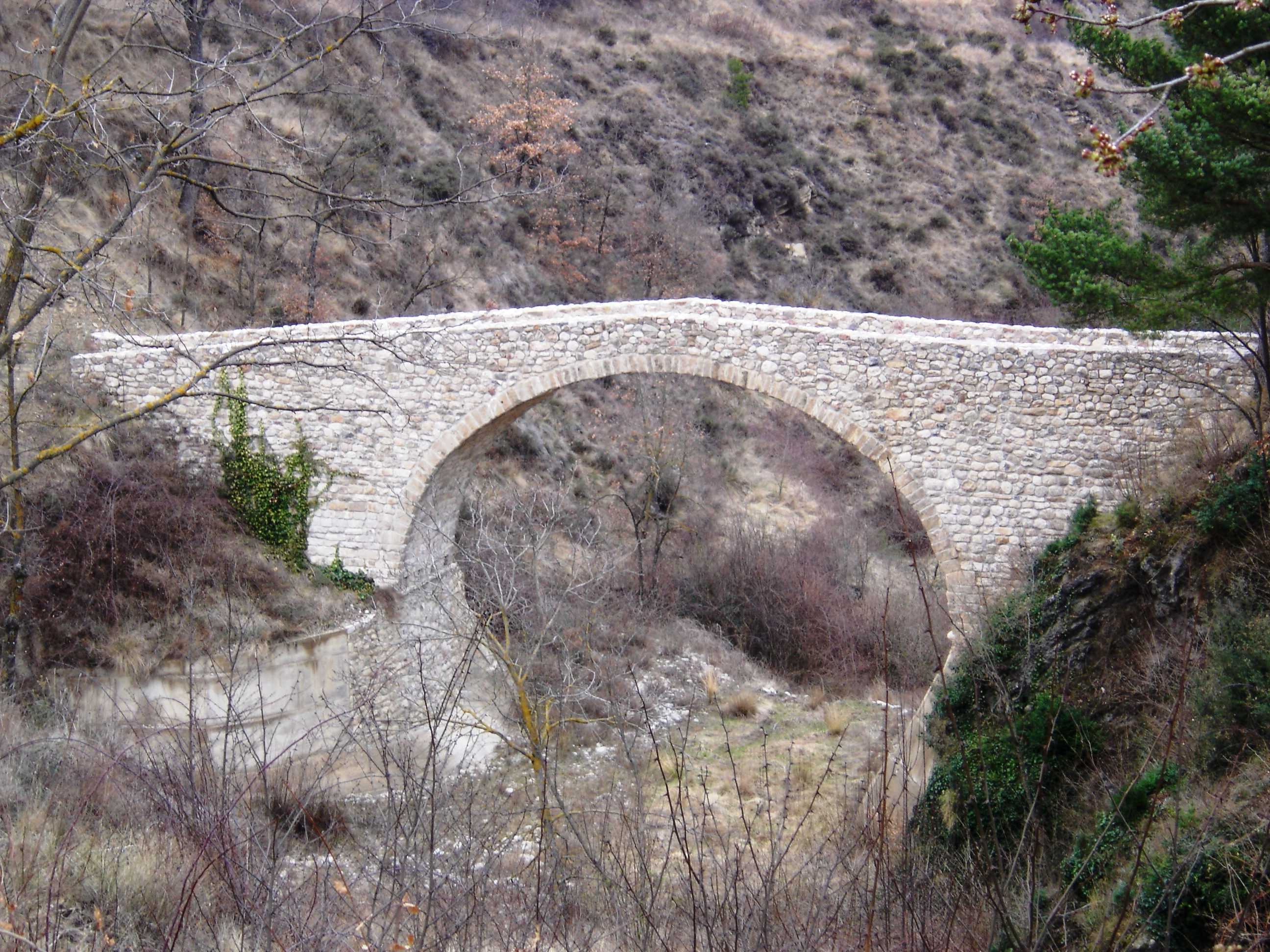
El pont de Vall-llonga en el seu actual emplaçament

Formava part del camí ral que anava de la Seu d'Urgell a Cardona. Si bé hi ha constància històrica de què aquest camí ja existia a finals del segle ix, aquest pont molt probablement no va ser construït fins a les darreries del segle xi o bé als inicis del xii i fins a l'any 1987 va conservar força bé la seva estructura originària. La construcció del pantà de la Llosa del Cavall comportava que hagués de quedar submergit sota les aigües de l'embassament i a finals dels 90 fou desmuntat i reconstruït en el seu emplaçament actual, a la sortida de la vila de Sant Llorenç de Morunys per la carretera de La Coma, al barranc del torrent del Pou (42° 08′ 28″ N, 1° 35′ 06″ E / 42.141189°N,1.584867°E).
És un pont amb la superfície superior força horitzontal, car sols presenta la típica doble vessant dels ponts medievals d'una manera molt lleugera. Té una calçada de dos metres d'amplada i un sol arc de mig punt molt airós car fa 11,30 m de llum. Sumant-hi 1,20 m que fa des de la clau de l'arc fins a la part superior de la barana fa que l'altura del pont sobre el nivell habitual de l'aigua del Cardener fos d'uns 12,50 m. La seva llargada és de 28 m. i la seva amplada és de 3 m. (2 d'amplada de la calçada i mig d'amplada de cada barana) tot i que a la part central s'eixampla uns quants centímetres. Les baranes són poc altes (35 cm per damunt de la calçada, empedrada amb còdols). L'arc està format per 90 dovelles per banda, tallades en pedra calcària.